# Bogdańczowice
Bogdańczowice (deutsch Wüttendorf) ist ein Ort der Gmina Kluczbork in der Woiwodschaft Opole in Polen.

## Geographie
Bogdańczowice liegt im nordwestlichen Teil Oberschlesiens im Kreuzburger Land. Bogdańczowice liegt rund vier Kilometer östlich vom Gemeindesitz Kluczbork und etwa 51 Kilometer nordöstlich der Woiwodschaftshauptstadt Oppeln.
Bogdańczowice liegt an der Iłowiec.
Nachbarorte von Bogdańczowice sind im Norden Kujakowice Górne (Ober Kunzendorf), im Nordosten Biadacz (Ludwigsdorf), im Südosten Bąków (Bankau) und im Südwesten Ligota Górna (Ober Ellguth).

## Geschichte
Der Ort wird 1244 erstmals als Bogdensowitz erwähnt. 1405 erfolgte die Erwähnung des Dorfes als Welwendorff.
1845 befand sich im Dorf eine evangelische Schule. Im gleichen Jahr lebten in Wüttendorf 220 Menschen, davon 42 katholisch. 1861 zählte das Dorf 260 Einwohner.
1933 lebten in Wüttendorf 353 Menschen. 1939 hatte der Ort wiederum 338 Einwohner. Bis 1945 gehörte das Dorf zum Landkreis Kreuzburg O.S.
Als Folge des Zweiten Weltkriegs fiel Wüttendorf 1945 wie der größte Teil Schlesiens unter polnische Verwaltung. Nachfolgend wurde der Ort in Bogdańczowice umbenannt und der Woiwodschaft Schlesien angeschlossen. 1950 wurde es der Woiwodschaft Oppeln eingegliedert. 1999 kam der Ort zum neu gegründeten Powiat Kluczborski (Kreis Kreuzburg).

## Sehenswürdigkeiten
- Das Schloss Wüttendorf entstand in den 1860er Jahren unter dem Adelsgeschlecht von Glasenapp im klassizistischen Stil. 2014 wurde das Anwesen grundlegend saniert. Heute befindet sich hier das Johann-Dzierzon-Internat (ZSCKR im. ks dr Jana Dzierżona).[5]